# Don Gummer
Don Gummer, né le 12 décembre 1946 à Louisville, au Kentucky, est un sculpteur américain.

## Biographie
Don Gummer étudie dans plusieurs écoles : la Ben Davis High School à Indianapolis, la Herron School of Art de 1964 à 1966, ainsi que la School of the Museum of Fine Arts à Boston, dans le Massachusetts de 1966 à 1970, tout en complétant ses études à l'université Yale.
Ses débuts se font en 1973 lorsqu'il expose ses sculptures pour la première fois.
Primary Separation est le nom d'une de ses installations au MASS MoCA.
Il est, depuis 1978, le mari de l'actrice Meryl Streep. Ensemble, ils ont quatre enfants : Henry (musicien), Mary Willa surnommée Mamie (actrice), Grace (actrice) et Louisa. Cela dit, en 2023, un représentant de l'actrice américaine a affirmé que le couple ne vivait plus ensemble depuis six ans alors qu'ils venaient de célébrer leurs 45 ans de mariage.